# Décision de justice
Une décision de justice est un acte juridique émanant d'une autorité qui est parfois le pouvoir judiciaire et qui se prononce, par exemple, en matière civile, pénale, administrative ou religieuse.

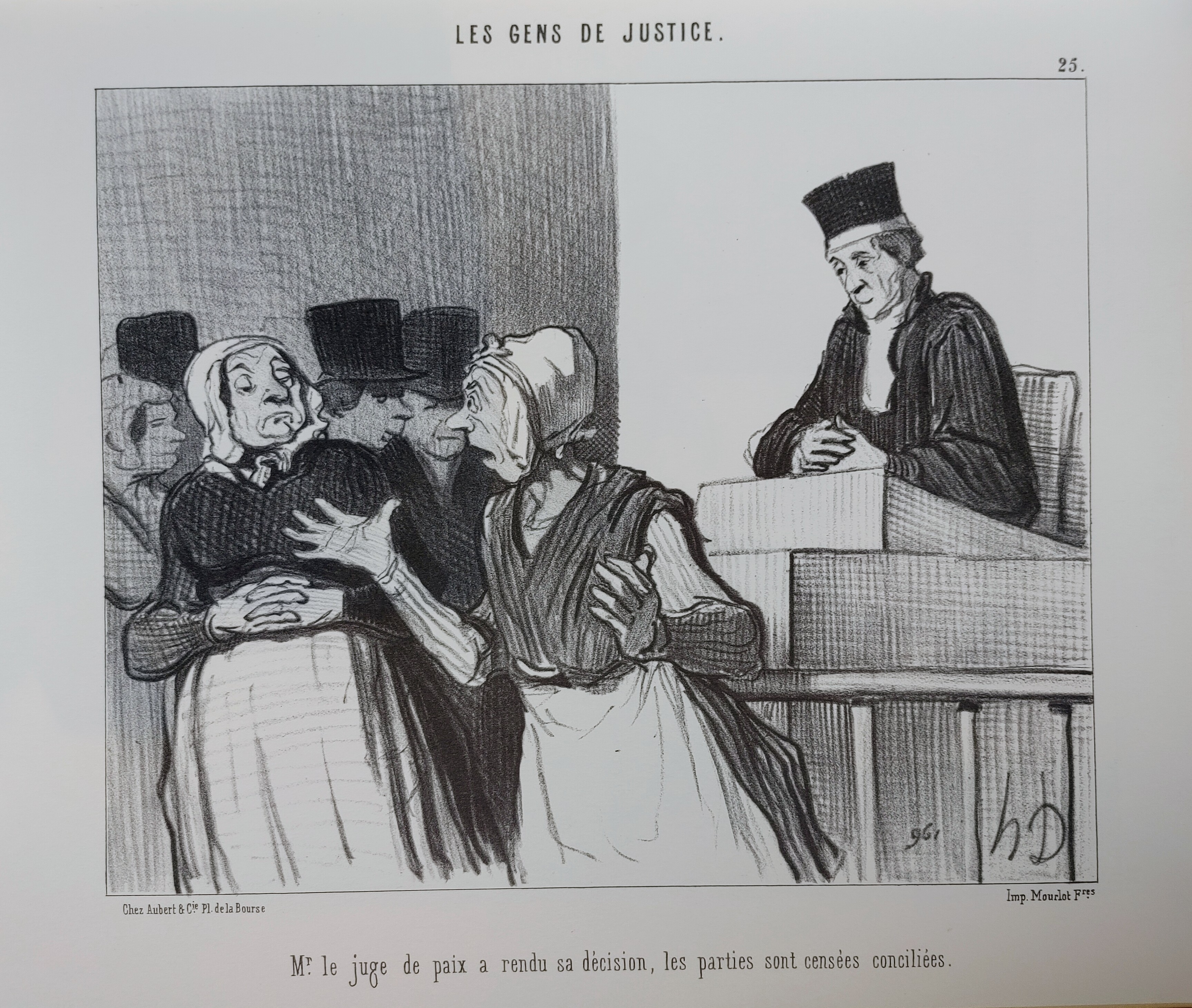
Caricature d'Honoré Daumier vers 1845 : décision d'un juge de paix en France.

## Formes et applications
Une décision de justice est un acte rendu, par exemple, après la saisine d'une autorité susceptible de trancher un litige ou de rendre un avis au sujet duquel elle est sollicitée.
L'autorité est représentée par un tribunal, même si elle n'en comporte pas la dénomination, que celui-ci soit accessible physiquement aux parties par un greffe, des audiences, ou résultant de décisions unilatérales à l'initiative d'une seule partie. Cette autorité est très souvent présidée par un ou plusieurs juges.
Le traitement du litige dépend de la législation du pays, qui peut relever :
- de la common law ;
- du droit romano-civiliste ;
- du droit religieux ;
- d'autres législations particulières telles que le droit coutumier.

Elle implique souvent[réf. nécessaire] une ou plusieurs parties, au sujet d'un litige délimité.
Une décision de justice peut revêtir diverses formes qui, dans certains pays, sont par exemple :
- un jugement ;
- une ordonnance ;
- un acquittement.

Dans certains pays, une décision de justice doit être communiquée aux parties par une notification.

## Recours
Une décision de justice peut être définitive (rendue en dernier ressort) ou susceptible d'un recours.